# Glinojeck (ville)
Glinojeck  (prononciation : [ɡlʲiˈnɔjɛt͡sk]) est une ville polonaise de le powiat de Ciechanów de la voïvodie de Mazovie dans le centre-nord de la Pologne.
Elle est le siège administratif de la gmina de Glinojeck.
Elle se situe à environ 25 kilomètres à l'ouest de Ciechanów (siège du powiat) et 83 kilomètres au nord-ouest de Varsovie (capitale de la Pologne).
La ville couvre une surface de 7,37 km2 et comptait 3 168 habitants en 2011.

## Histoire
De 1975 à 1998, la ville appartenait administrativement à la voïvodie de Ciechanów.

Depuis 1999, la ville fait partie de la voïvodie de Mazovie.